# Суперкубок Уругвая по футболу 2023
Суперкубок Уругвая 2023 (исп. Supercopa Uruguaya 2023) — 6-й розыгрыш Суперкубка Уругвая, в котором сыграют чемпион страны сезона 2022 «Насьональ» и финалист Промежуточного турнира того же сезона «Ливерпуль» — последний примет участие в матче в связи с тем, что «Насьональ» помимо чемпионата выиграл и Промежуточный турнир. Кроме того, «Ливерпуль» является вице-чемпионом Уругвая и победителем Апертуры-2022.
Для двукратного обладателя Суперкубка «Насьоналя» это будет пятое участие в розыгрыше, тогда как «Ливерпуль» сыграет в данном турнире во второй раз. В 2020 году «Ливерпуль» завоевал этот трофей, обыграв в дополнительное время именно «Насьональ».

## Матч
| 29 января 2022 | \| Насьональ \| : Отчёт \| Ливерпуль \| |           |
| Насьональ      | : Отчёт                                 | Ливерпуль |